# Мавпа проти монстра
«Мавпа проти монстра» (англ. Ape vs. Monster) — американський науково-фантастичний фільм про гігантських монстрів студії The Asylum і мокбастер фільму «Ґодзілла проти Конга», згідно з традиціями кінокомпанії. Реліз фільму відбувся 30 квітня 2021 року.

## Сюжет
Космічний корабель з шимпанзе на ньому падає, звільняючи токсини, які перетворюють шимпанзе Абрахама і монстра гілу на гігантських монстрів.

## Виробництво
Трейлер до фільму показали 26 квітня 2020 року.